# Tifó (mitologia)

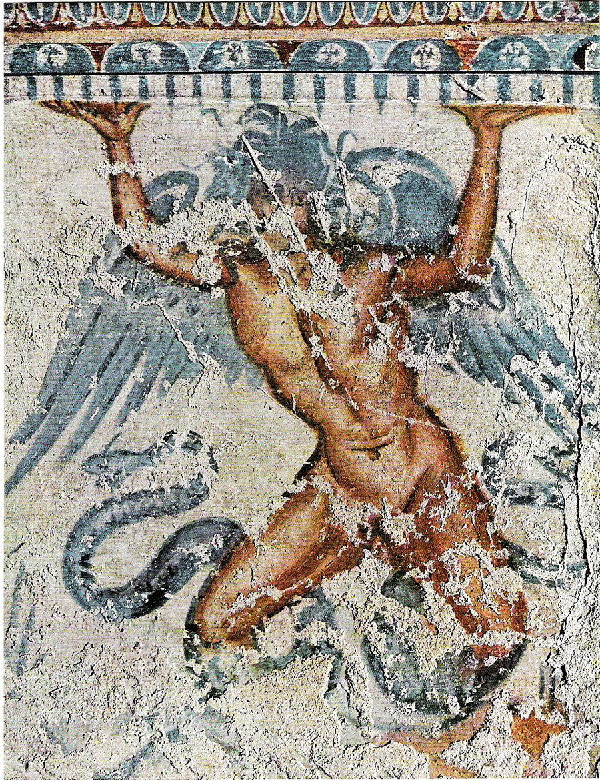
Tifó en un mural etrusc.

En la mitologia grega, Tifó, Tifeu o Tifoeu (en grec antic Τυφών, Τυφεύς o Τυφωεύς) era un monstre engendrat per Gea després d'haver-se unit amb el Tàrtar. Algunes versions vinculen Tifó amb Hera i Cronos. Gea, disgustada per la derrota dels gegants, va calumniar Zeus, i Hera, gelosa, va demanar a Cronos una manera de venjar-se. Aquest li va donar dos ous impregnats amb el seu semen, que, un cop enterrats havien de fer néixer un gegant capaç de destronar Zeus. Aquest gegant va ser Tifó. Una altra tradició diu que Tifó era un fill d'Hera, que ella mateixa va engendrar sense concurs masculí. Va donar Tifó a la serp Pitó, que s'estava a Delfos, perquè el criés.
Els autors antics el descriuen com un ésser de cos gegantí, tan gran com les muntanyes, que tocava el cel amb el cap. Els seus braços, acabats en cent caps de drac, arribaven estesos d'orient a occident, i en lloc de cames tenia un gran nombre de cues d'escurçó. Dels seus ulls sortien flames i amb el seu parell d'ales de rat penat podia tapar la llum del sol. Els déus, quan van veure aquest ésser alat, van fugir a Egipte, on es van amagar al desert i van transformar-se en animals. Apol·lo es va convertir en milà, Hermes en ibis, Ares en peix, Dionís en boc i Hefest en bou. Només Atena i Zeus es van enfrontar al monstre. Zeus, de lluny, li llançava els seus llamps, i quan van arribar a les mans, l'atacà amb la seva harpe d'acer (una mena de falç). La lluita es desenvolupà prop del mont Càsion als confins d'Egipte i l'Aràbia. Tifó, ferit, va aconseguir prendre l'harpe de Zeus i li va tallar els tendons dels braços i les cames. Es va carregar el déu al coll, que estava indefens, i el va portar a Cilícia, on el va tancar a la Cova Corícia. Va amagar els tendons dins d'una pell d'os, i els va donar a la dragona Delfine perquè els guardés. Hermes i Pan (segons d'altres, també Cadme) van robar els tendons i van tornar-los a posar a Zeus, que immediatament va recuperar la seva força. Zeus va tornar al cel amb un carro tirat per cavalls alats i va començar a llençar llamps al monstre. Tifó se'n va anar cap al mont Nisa, a cercar els fruits màgics amb els quals, segons li havien dit les Moires, augmentaria la seva força. Zeus el va perseguir, i a Tràcia, Tifó llençava contra el déu muntanyes senceres, però Zeus les rebutjava a cops de llamp. Les muntanyes d'Hemus porten aquest nom per la sang (del grec antic αἷμα, 'sang') que va rajar d'una de les ferides del monstre. Tifó va fugir, i quan travessava el mar de Sicília, Zeus li va llançar al damunt el mont Etna i el va esclafar. Les flames que surten de l'Etna són, o bé les que vomita el monstre, o bé les restes dels llamps amb què Zeus el va enterrar allà. Antoní Liberal diu que Zeus va instal·lar a l'Etna Hefest com a guardià, i que aquest hi treballa el ferro roent, amb l'enclusa recolzada damunt el cap del monstre.
La seva parella va ser la serp Equidna amb la qual va ser pare dels gossos Cèrber i Ortre, de l'Hidra de Lerna, de la Quimera, de l'Esfinx, de l'àguila de Prometeu, de la truja Fea i del Lleó de Nemea.